# Jipapad
Jipapad è una municipalità di quinta classe delle Filippine, situata nella Provincia di Eastern Samar, nella Regione del Visayas Orientale.
Jipapad è formata da 13 baranggay:
- Agsaman
- Barangay 1 (Pob.)
- Barangay 2 (Pob.)
- Barangay 3 (Pob.)
- Barangay 4 (Pob.)
- Cagmanaba
- Dorillo
- Jewaran
- Mabuhay
- Magsaysay
- Recare
- Roxas
- San Roque